# Juan Carlos Pérez Cuesta
Juan Carlos Pérez Cuesta (Güeñes, Vizcaya, 1973) es un abogado y administrativista español.

## Biografía
Se licenció en Derecho en la Universidad del País Vasco (UPV-EHU), en el campus de San Sebastián (Ibaeta). Accedió a la carrera funcionarial de la plantilla de la policía autonómica vasca. Cursó el máster en abogacía en la Universidad del País Vasco (UPV-EHU).
Fue funcionario de la policía autonómica vasca hasta el año 2010. En el año 2010 solicitó una excedencia y comenzó a ejercer la abogacía, como abogado colegiado en el Colegio de Abogados de Vizcaya. Colaboró con distintos despachos de abogados, como el de la abogada Nerea Llanos.
Miembro del Sindicato Profesional de la Ertzaintza (SIPE), fue su abogado y director jurídico hasta el año 2022, consiguiendo notables victorias en los juzgados y tribunales, como ante el Tribunal Supremo.
Desde el año 2022 es el director jurídico del Sindicato Corporativo de la Ertzaintza (EKOS), siendo el director de su asesoría jurídica.
Es miembro de Solidaridad Internacional - Nazioarteko Elkartasuna, siendo miembro de su junta directiva como tesorero y coordinador jurídico.

## Vida privada
Está casado. Vive en Güeñes.